# Délcio Carvalho
Délcio Carvalho (Campos dos Goytacazes, 9 de março de 1939 — Rio de Janeiro, 12 de novembro de 2013) foi um cantor e compositor brasileiro, notório por sua parceria de longa data com Dona Ivone Lara.

## Discografia
- 1979 - Canto de Um Povo (Polydor)
- 1996 - Afinal (Leblon Records)
- 2000 - A Lua e o Conhaque (CPC/Umes)
- 2006 - Profissão Compositor (Selo Olho do Tempo)
- 2007 - Inédito e Eterno - Roda de Samba (Selo Rádio MEC)
- 2007 - Inédito e Eterno - Encontros Musicais (Selo Rádio MEC)
- 2007 - Inédito e Eterno - Acústico (Selo Rádio MEC)

## Composições
- Sonho Meu (com Dona Ivone Lara)
- Acreditar (com Dona Ivone Lara)
- Candeeiro de Vovó (com Dona Ivone Lara)
- Dor de Amor (com Dedé da Portela)
- Esperanças Perdidas (com Adeílton Alves de Souza)